# Inre Lappkåtatjärnen
Inre Lappkåtatjärnen är en sjö i Vindelns kommun i Västerbotten och ingår i Umeälvens huvudavrinningsområde.